# Ittiri
Ittiri est une commune de la province de Sassari, dans la région Sardaigne, en Italie.

## Administration
| Période                                  | Période      | Identité            | Étiquette | Qualité |
| ---------------------------------------- | ------------ | ------------------- | --------- | ------- |
| juin 1989                                | 12 juin 1994 | Antonio Tilocca     |           |         |
| 12 juin 1994                             | 24 mai 1998  | Giovanni Senes      |           |         |
| 24 mai 1998                              | 26 mai 2002  | Leonardo Fiori      | L'Ulivo   |         |
| 26 mai 2002                              | 8 mai 2005   | Leonardo Fiori      | L'Ulivo   |         |
| 8 mai 2005                               | 30 mai 2010  | Antonio Luigi Orani |           |         |
| 30 mai 2010                              | 31 mai 2015  | Antonio Luigi Orani |           |         |
| 31 mai 2015                              | En cours     | Antonio Sau         |           |         |
| Les données manquantes sont à compléter. |              |                     |           |         |

### Communes limitrophes
Banari, Bessude, Florinas, Ossi, Putifigari, Thiesi, Uri, Usini, Villanova Monteleone.

### Évolution démographique
Habitants recensés